# 青が消える (Losing Blue)
『青が消える (Losing Blue)』（あおがきえる）は、村上春樹の短編小説。

## 概要
2002年11月20日刊行の『村上春樹全作品 1990～2000』第1巻（講談社）に収録されている。初出は1992年に開かれたセビリア万国博覧会を特集する雑誌。初出誌について村上はこう説明している。
「この雑誌はかなり分厚いもので、英『インディペンデント』、仏『ル・モンド』、伊『ラ・レプーブリカ』、西『エル・パイス』の各新聞が『新聞別冊（サプルメント）』というかたちで共同でつくり、それぞれの言語で発行した。」
1991年に、その雑誌のためにミレニアムの大晦日を舞台にした短編小説を書いてほしいという依頼を受け、本作は書かれた。
国語教科書『精選 国語総合』（三省堂）に採用された。

## あらすじ
アイロンをかけているときに、青が消えた。そのときアイロンをかけていたのはたまたま青とオレンジのストライプのシャツだったので、青が消えたことに「僕」はすぐに気づいた。書斎に行って、ガールフレンドとハワイに旅行したときの写真アルバムを出してみたが、そこにはもう青い海の姿はなかった。僕らの背景にあるのは、まるでシベリアの氷原のような茫漠とした白い広野だった。
それに対してどう対処すればいいのか、見当もつかなった。そしてそれは1999年の大晦日の夜だった。新しいミレニアムを迎える記念すべき夜だった。別れたガールフレンドのアパートに電話をかけたが、彼女は取り合わず、文句を言い、電話を切った。
「僕」は家を出てまっすぐにブルーラインの地下鉄の駅まで行ってみた。ブルーラインは何もかもがブルーでできている。しかし今では白い電車が白い壁の中を走り、白い制服を着た駅員が白い切符を売っていた。それは「僕」に古い記録映画で見たスターリングラードの冬季攻防戦を思い出させた。